# Лакли
Лакли́ (рос. Лаклы) — село у складі Салаватського району Башкортостану, Росія. Адміністративний центр Лаклинської сільської ради.
Населення — 925 осіб (2010; 1124 в 2002).
Національний склад:
- татари — 80 %